# Diatomocera hoplidice
Diatomocera hoplidice es una especie de mariposa de la familia Pyralidae. Fue descrita por Harrison Gray Dyar en 1914, se conoce en Panamá.